# دارة متكاملة

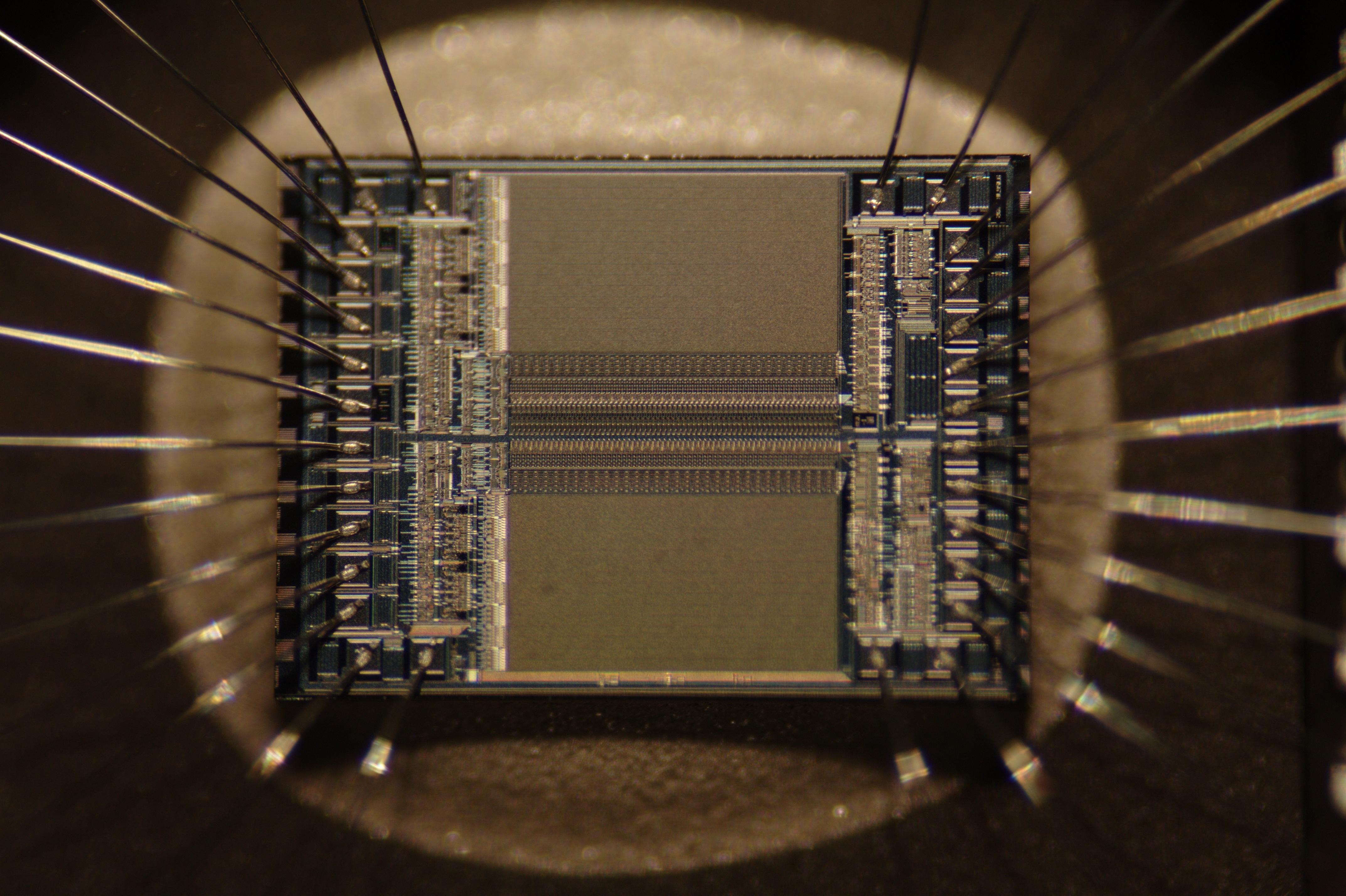
ذاكرة القراءة فقط القابلة للبرمجة والمسح

الدَّارَةُ المُتَكَامِلَةُ (بالإنكليزية: Integrated circuit؛ واختصارها IC)، ويسميها العوامُّ شَرِيحَةً، مجموعة دارات كهربائية مصغرة.

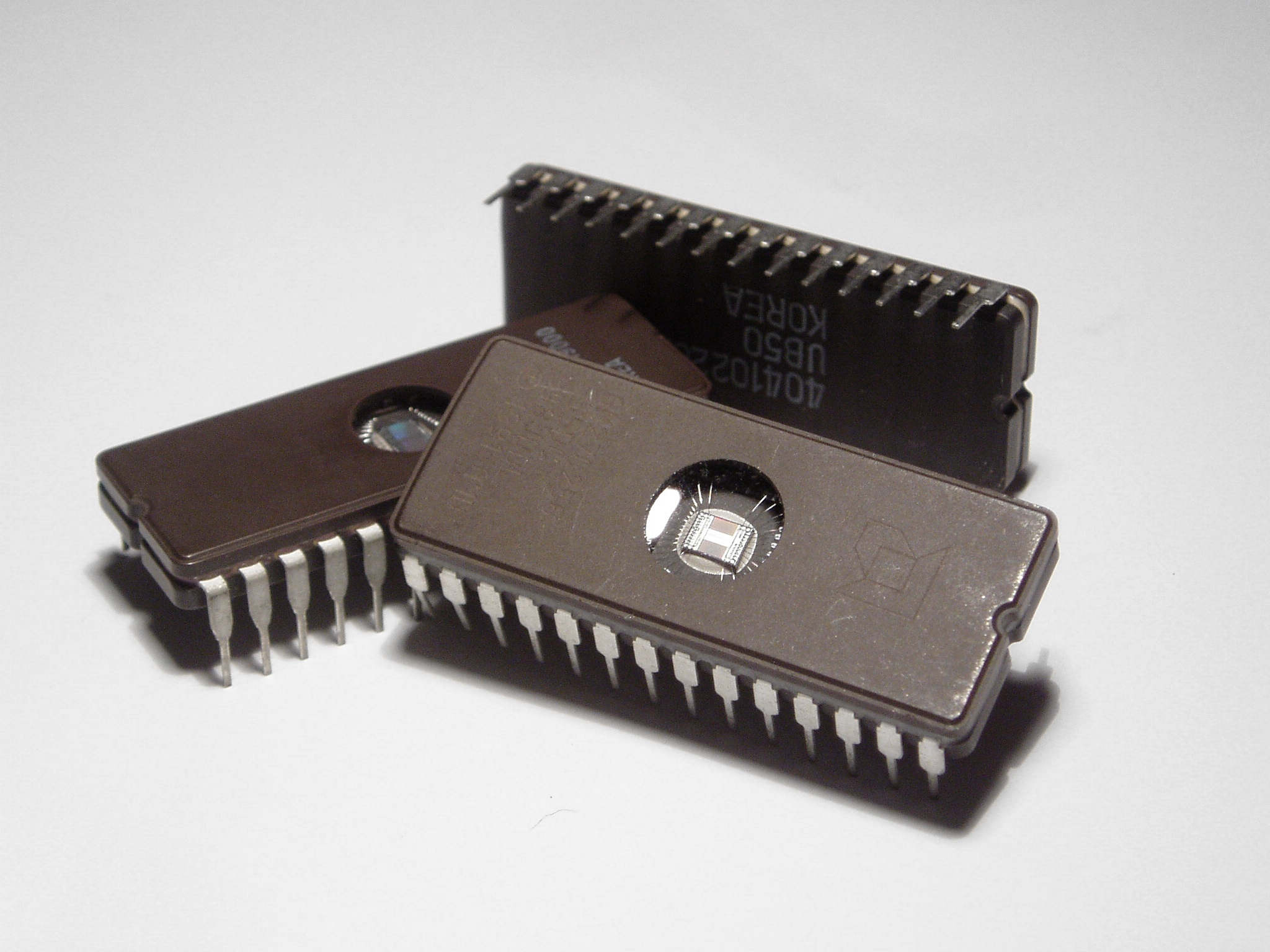
دوائر ذاكرة متكاملة قابلة للبرمجة وقابلة للمسح. تحتوي هذه العبوات على نافذة شفافة تظهر القالب بالداخل. تسمح النافذة بمسح الذاكرة عن طريق تعريض الشريحة للأشعة فوق البنفسجية.

وهي من ضمن ما يعرف بتقنية ميكروية والتي هي بدورها جزء من الهندسة الإلكترونية، أحدث ثورة في عالم الإلكترونيات، الشريحة رقيقة من مادة السيلكون تبلغ مساحتها عدة مليمترات ويطلق عليها ((شريحة السيلكون)) أو رقاقة السيلكون وتحتوي شريحة السيلكون على الآلاف من المكونات الإلكترونية الدقيقة جدا، مثل الترانزستورات والمقاومات والمكثفات التي تربط معا لتكون دوائر إلكترونية متكاملة، وقد أُنْتِجَت لأول مرة بالولايات المتحدة في عام 1958. والشرائح الإلكترونية التي تستخدم في الوقت الحاضر، تحتوي على عشرات الألوف من المكونات المختلفة، التي تحشر في مساحة تبلغ حوالي 30 - 40 ملليمتر مربع، ويمكنها أن تخزن 64,000 وحدة من المعلومات (بيت bit) ويمكن للشرائح الحديثة المتطورة أن تقوم بمعظم العمليات التي تؤديها الحاسبة الإلكترونية ويطلق عليها المعالج الصغير (microprocessor). وإذا تم تجهيز الآلات بالميكروبروسيسور أمكن تحويلها إلى روبوت. ويمكن حاليا إنتاج المئات من هذه الرقائق دفعة واحدة، وذلك باستخدام وسائل تقنية حديثة مختلفة تشتمل على عدة عمليات دقيقة متتابعة، مثل عمليات التصوير باستخدام قوالب معينة، والحفر، وترسيب مواد كيميائية تعمل كشوائب (مثل ذرات الفسفور) داخل الشبكة البلورية لعنصر السيليكون، وذلك لتصبح الشريحة السيليكونية الواحدة في النهاية تعمل عمل أشباه الموصلات (semiconductors) والتي تبنى منها الترانزستورات. وفي ختام عملية إنتاج الشرائح الإلكترونية، يتم وضع طبقة من مادة الألمنيوم يتكون منها أحجبة ثم تحفر لتكوين الروابط بالدوائر الخارجية.

## المصطلحات
تعريف الدوائر المتكاملة (أو الدارات المتكامله كالتالي)
دارة فيها كل أو بعض عناصر الدائرة غير قابلة للفصل ومترابطة كهربائيا بحيث تعتبر قابلة للتجزئة لأغراض بنيوية وتجارية.
الدوائر المتكاملة التي تخضع لهذا التعريف يمكن بناؤها باستخدام العديد من التقنيات المختلفة، بما في ذلك الترانزستور ذو الطبقة الرقيقة Thin-film Transistor وتقنية الطبقة السميكة [الإنجليزية] Thick film technology
و الدوائر المتكاملة الهجين [الإنجليزية] Hybrid integrated circuit ، وهذه الدوائر تعتبر قطعة واحدة متكاملة وتعرف ب monolithic integrated circuit أو الدوائر المتكاملة المتجانسة 

## ولادة الدارات المتكاملة
كانت أول فكرة للدارات المتكاملة، قد بدأت على يد عالم رادار بريطاني يدعى جيفري دُمِر، "Geoffrey W.A.Dummer" (مواليد 1909). والذي كان يعمل لدى المؤسسة الملكية للرادار والتابعة لوزارة الدفاع البريطانية. وأعلن عنها في واشنطن في أيار 1952. ولكنه لم يتمكن من تصنيعها أبداً.
الفكرة الأساسية للدارات المتكاملة هي إنشاء مربعات خزفية صغيرة (رقاقات - wafers)، كل منها يحتوي عنصراً منمنماً (بالغ الصغر). وهذه العناصر يمكن أن تدمج فيما بعد وتوصل إلى شبكة مدمجة ثنائية الأبعاد أو ثلاثيتها. هذه الفكرة والتي بدت واعدة جداً عام 1957 قدمت للجيش الأمريكي من قبل جاك كيلبي، "Jack Kilby"، والذي قدمت له كافة الحوافز الممكنة، ليقدم أخيراً تصميماً ثورياً جديداً هو الدارات المتكاملة والتي أصبحت تعرف حالياً بالـ IC.
أول دارة متكاملة صنعت بشكل مستقل من قبل عالمين هما: جاك كيلبي، العامل لدى شركة Texas Instruments، والتي كانت عبارة عن «دارة صلبة» مصنوعة من الجرمانيوم، والعالم الآخر هو روبرت نويس "Robert Noyce"، والذي كان يعمل في شركة Fairchild Semiconductor والذي قام بصنع دارة أكثر تعقيداً من سابقتها وأساسها السيليكون.
هكذا ولدت الدارات المتكاملة، ومن حينها بدأت عمالقة شركات صناعة الإلكترونيات منافستها على إنتاج أصغرها، أسرعها، وأفضلها أداءً. حتى أصبحت موجودة في كل شيء كهربائي تقريباً.
والدارة المتكاملة عبارة عن دارة بكاملها موجودة في قطعة صغيرة من السيليسيوم (السيليكون) أبعادها بحدود (1.5mm * 0.2mm * 1.5mm)، وتحتوي على عدد كبير من العناصر الإلكترونية: ترانزستورات، متصلات ثنائية، مقاومات، مكثفات.. وذلك حسب نوعها. ويصل عدد العناصر في البعض منها حالياً إلى 106 عنصر، وتتصل الدارة المتكاملة مع الدارة الخارجية بواسطة ما يدعى دبابيس (Pins).

## خطوات صناعة الدارات المتكاملة
تعتمد فكرة صناعة الدائرة المتكاملة على خطوات:
- تكوين سبيكة سيلكون اسطوانية مصمتة من نوع p .
- تقطيع الاسطوانة إلى أقراص.
- ترسيب طبقة رفيعة من نوع n .
- حقن بنوع p لصنع قاعدة الترانزستور والمقاومات.
  - ترسيب طبقة من مادة حساسة للضوء.
  - تعريض المناطق المراد حقنها للضوء.
  - حقن بنوع p .
- تكرار نفس الخطوات ولكن بنوع n لصنع باعث الترانزستور.
- تكرار نفس الخطوات للحقن بنوع +p للعزل بين الترانزستورات.
- طبقة أوكسيد للعزل.
- ثقب طبقة الأوكسيد في أماكن التوصيل وطباعة التوصيلات بالألمونيوم.

## تصنيف الدارات المتكاملة
يمكن أن نقوم بتصنيف الدارات المتكاملة بطرق عديدة، سواء عن طريق الوظيفة، أو الشركة، أو السرعة، أو نوع المنطق التي تستخدمه، لكن التصنيف الأهم لها هو حسب عدد العناصر (البوابات) التي تحتويها.
1. الدارات المتكاملة ذات العدد الصغير من البوابات: وتحتوي هذه الدارات أقل من 10 بوابات وتدعى هذه الدارات بـ SSI، " Small scale integration ".
2. الدارات المتكاملة ذات العدد المتوسط من البوابات: وتحتوي هذه الدارات من 10 إلى أقل من 100 بوابة ويرمز لها بـ MSI، " Medium scale integration".
3. الدارات المتكاملة ذات العدد الكبير من البوابات: يرمز لها بـ LSI اختصاراً لـ Large scale integration، تحوي من 100 إلى 10000 بوابة.
4. الدارات ذات العدد الكبير جداً من البوابات: وهي تحوي على ما يزيد عن 10000 بوابة، نرمز لها بـ VLSI، " Very Large scale integration ".
وقد ظهر حديثاً الدارات ذات العدد فوق الكبير جداً: " Ultra Large scale integration ". بالإضافة إلى wafer scale integration، و System-on-Chip (SOC).
وهنالك تصنيف آخر يقسم الدارات المتكاملة حسب نوع الكمون الذي تقبله في مدخلها، إذ تقسم إلى:
1. الدارات الخطية، Linear Circuits:
وهي الدارات التي تقبل في مدخلها كمونات متغيرة بشكل مستمر.
2. الدارات الرقمية، Digital Circuits: هي الدارات التي تقبل في مدخلها كمونات محددة 0 فولت أو 5 فولت مثلاً، أي الرقمين المنطقيين 0 و 1. وتعطي هذه الدارة في مخرجها قيماً محددة أيضاً. 0 أو 5 فولت أو القريب منها.

## الدارات المتكاملة المزوّرة
تقوم الكثير من الجهات بتزوير الدارات المتكاملة بأشكال وطرق مختلفة ومنها إعادة تدوير الدارات المتكاملة القديمة على أساس أنها جديد أو إعادة تعليمها (remarking) لتغيير اسم العنصر أو رفع فئته من الاستخدام العادي إلى الاستخدام الصناعي مثلاً. من طرق التزوير الأخرى إعادة تغليف التصميم السلكوني (Die) بغلاف آخر جديد أو مختلف كلياً عن الغلاف (package) الأصلي وأيضاً تصنيع كميات خارج إطار العقد الموقع بين المصنع والمصمم أو طرح الدارات المتكاملة التي بها عيوب وتم استبعادها خلال التصنيع إلى السوق خارج علم المصمم الأصلي. بسبب الأخطار التي قد تسببها الدارات المتكاملة المزوّرة والتكاليف الباهظة لاكتشاف وتعديل المنتجات التي تعاني منها فقد تم طرح العديد من الحلول لتجنب التزوير.
من هذه الطرق إضافة حساسات تحسب عمر تشغيل الدارة المتكاملة والتي تسمى Combating Die and IC Recycling (CDIR) Sensor وأيضاً طرق تجنّب التزوير تعتمد على تأمين عملية التصنيع بحيث يمكن للمصمّم التأكد تماماً من عدم وجود أي تلاعب من قبل المصنع وذلك من خلال تقسيم عملية التصنيع ومراقبتها عن بعد وتسمى هذه الطريقة (Secure Split Test (SST.

## المميزات والعيوب

### المميزات
- حجمها صغير ويمكن أن يصل 1/10 بوصة مربعة.
- استهلاكها للقدرة الكهربائية ضعيف مقارنة بالأنواع الأخرى من العناصر.
- تكلفة أقل (رخيصة الثمن).
- تعمل الدائرة المتكاملة بكفاءة عالية ربما تصل إلى 50 مرة من كفاءة الدوائر العادية.
- تعمل بسرعة عالية حيث أن الإشارة تأخذ زمناً أقل عند انتقالها داخل الدائرة.
- عدم وجود لحامات داخلية يقلل من احتمال حدوث فصل داخلي للأطراف حيث أن المكونات تتصل ببعضها عن طريق شرائح رقيقة من المعدن.

### العيوب
- لا تعمل بتيارات عالية بسبب صغر الحجم.
- تتأثر الدوائر المتكاملة بدرجة الحرارة ولذلك فهي تحتاج إلى وسيلة للتبريد عند العمل على قدرات عالية.
- لا يمكن تصنيع بعض المكونات داخل الدائرة المتكاملة مثل الملفات نظراً لكبر حجم الملف المصنع باستخدام طريقة تصنيع الدوائر المتكاملة وكذلك المكثفات ذات السعات الكبيرة.
- لا يمكن إصلاح الدوائر المتكاملة عند تلفها ولكن يتم إستبدالها.

## اقرأ أيضا
- قانون مور
- دارات التكامل الفائق
- ربط الأسلاك
- مقاومة متغيرة رقمية